# Vietnamesische Badmintonmeisterschaft 2011
Die Vietnamesische Badmintonmeisterschaft 2011 fand Mitte September 2011 in Thái Nguyên statt. Die Finalspiele wurden am 18. September 2011 ausgetragen. Vũ Thị Trang gewann im Finale des Dameneinzels mit einem knappen 2:1-Sieg gegen Phung Ngoc Phuong Nhi. 

## Titelträger
| Disziplin    | Sieger                          |
| ------------ | ------------------------------- |
| Herreneinzel | Nguyễn Tiến Minh                |
| Dameneinzel  | Vũ Thị Trang                    |
| Herrendoppel | Dương Bảo Đức Nguyễn Hoàng Nam  |
| Damendoppel  | Nguyễn Thị Sen Vũ Thị Trang     |
| Mixed        | Dương Bảo Đức Thái Thị Hồng Gấm |